# Speyeria cottlei
Speyeria cottlei är en fjärilsart som beskrevs av Comstock 1925. Speyeria cottlei ingår i släktet Speyeria och familjen praktfjärilar. Inga underarter finns listade i Catalogue of Life.